# Óðrerir
Óðrerir (Odhrerir), Óðrørir o Óðrœrir (del nórdico antiguo: el que mueve la inspiración) en la mitología nórdica se refiere a uno de los tres recipientes que contienen hidromiel de la poesía (los otros dos son Boðn y Són), o la personalización de la misma hidromiel.

## Edda poética
Óðrerir se menciona en dos pasajes ambiguous de Hávamál. En una primera estrofa (107), se asume que Óðrerir es sinónimo de la hidromiel de la poesía:
De una forma bien asumida
Yo hice buen uso
pocas cosas falla el sabio
para Odhrærir
ahora llega
a las viviendas terrenales del hombre

—Hávamál (108), Trad. Thorpe
En otra estrofa (140), el significado de Óðrerir depende de la traducción:
| Fimbulljóð níu nam ek af inum frægja syni Bölþorns, Bestlu föður, ok ek drykk of gat ins dýra mjaðar, ausinn Óðreri. —Hávamál (140), Edit. Guðni Jónsson | Nueve potentes canciones del famoso hijo aprendí de Bölthorn, el padre de Bestla, y obtuve una corriente de preciosa hidromiel, derramada de Odhrærir. —Hávamál (142), Trad. Thorpe |  |

En la mayoría de traducciones, parece que Óðrerir se refiere a una vasija, pero son posibles otras interpretaciones como ausinn Óðreri, que puede interpretarse como la misma hidromiel.

## Edda prosaica
Para Snorri Sturluson, Óðrerir es el nombre de la caldera donde la sangre de Kvasir se mezcló con miel para crear hidromiel:
[Kvasir] se dirigió a la tierra y dio instrucciones a los hombres; y cuando fue invitado al hogar de ciertos enanos, Fjalar y Galar, le llamaron para conversar en privado, y le mataron, derramando su sangre en dos tinas y un caldero. El caldero se llamaba Ódrerir, y las tinas Són y Bodn; mezclaron la miel con la sangre, y el resultado fue hidromiel que ofrecía la virtud a quien la bebía de convertirse en un escaldo o erudito.

—Skáldskaparmál (II)
De la misma forma, Snorri considera que el «líquido de Óðrerir, Boðn y Són» (lögr Óðreris ok Boðnar ok Sónar) es un kenning para la hidromiel de la poesía (Skáldskaparmál, 3).

## Etimología
En la poesía escáldica en general, no obstante, Óðrerir es sinónimo de hidromiel de la poesía’ y por lo tanto se asume que Óðrerir como vasija es una invención de Snorri. La etimología del nombre – que puede entenderse como 'fuente de la inspiración' o 'fuente de la furia' – sugiere que se refiere sin duda a hidromiel. Boðn probablemente quiere decir "vasija" y Són significa "reconciliación", o "sangre".
De forma alternativa, si Boðn y Són están relacionadas con las palabras danesas "Bod" y "Soning", Boðn podría significar algo parecido a "penitencia" y Són "arrepentimiento".